# Brothers & Sisters - Segreti di famiglia
Brothers & Sisters - Segreti di famiglia (Brothers & Sisters) è una serie televisiva statunitense prodotta dal 2006 al 2011.
Ideata da Jon Robin Baitz, la serie racconta le vicende dei Walker, un'agiata famiglia californiana che si ritrova improvvisamente alle prese con i problemi e le difficoltà derivanti dalla morte del loro patriarca.
Negli Stati Uniti la serie è trasmessa in prima visione da ABC dal 24 settembre 2006. La cancellazione della serie è stata annunciata il 13 maggio 2011, dopo la produzione di cinque stagioni. In Italia è stata trasmessa in prima visione satellitare da Fox Life e in chiaro da Rai 2. Nella Svizzera italiana è stata trasmessa da RSI LA1.

## Trama
California. William Walker, patriarca di una numerosa famiglia, muore inaspettatamente al compleanno di sua figlia Kitty; ora i suoi cinque figli devono riunirsi per far fronte a numerosi problemi.
Kitty vive da anni a New York e, grazie al successo del suo programma radiofonico, ottiene un lavoro in televisione a Los Angeles, ma nello stesso momento il suo fidanzato le propone di sposarlo e di rimanere a New York. Tommy aiuta sua sorella Sarah a sistemare gli affari dell'azienda di famiglia, che si ritrova ora in una grave situazione finanziaria; inoltre Sarah, moglie e madre, deve anche occuparsi del suo traballante matrimonio, mentre Tommy sta cercando di costruirsi una sua famiglia con la giovane moglie Julia. Kevin, avvocato, è gay e single, in cerca di una relazione stabile. Infine Justin, il più piccolo dei fratelli, vive una vita allo sbando per via del trauma psicologico provocatogli dall'aver partecipato alla guerra in Afghanistan.
I cinque fratelli sono supportati dalla matriarca Nora, una donna forte e coraggiosa che si è occupata di crescere i suoi figli mentre sosteneva il business del marito. Suo fratello, Saul Holden, socio del cognato nell'azienda di famiglia, è il "comandante in seconda" che sostituisce Nora quando questa è troppo impegnata per occuparsi della famiglia.
Tutti loro stanno per scoprire che, sotto l'apparenza di famiglia idilliaca, si celano alcuni segreti che minacciano di distruggerla.

## Episodi
| Stagione         | Episodi | Prima TV originale | Prima TV Italia |
| ---------------- | ------- | ------------------ | --------------- |
| Prima stagione   | 23      | 2006-2007          | 2007            |
| Seconda stagione | 16      | 2007-2008          | 2007-2008       |
| Terza stagione   | 24      | 2008-2009          | 2008-2009       |
| Quarta stagione  | 24      | 2009-2010          | 2009-2010       |
| Quinta stagione  | 22      | 2010-2011          | 2010-2011       |

## Personaggi e interpreti
- Nora Holden Walker (stagione 1-5), interpretata da Sally Field, doppiata da Melina Martello.
- Kathrine "Kitty" Walker McCallister (stagione 1-5), interpretata da Calista Flockhart, doppiata da Cristina Boraschi.
- Sarah Walker Whedon (stagione 1-5), interpretata da Rachel Griffiths, doppiata da Roberta Pellini.
- Kevin Walker (stagione 1-5), interpretato da Matthew Rhys, doppiato da Francesco Bulckaen.
- Thomas "Tommy" Walker (stagione 1-5), interpretato da Balthazar Getty, doppiato da Simone D'Andrea.
- Justin Walker (stagione 1-5), interpretato da Dave Annable, doppiato da David Chevalier.
- Saul Holden (stagione 1-5), interpretato da Ron Rifkin, doppiato da Ennio Coltorti.
- Scotty Wandell (stagione 1-5), interpretato da Luke MacFarlane, doppiato da Marco Vivio.
- Holly Harper (stagione 1-5), interpretata da Patricia Wettig, doppiata da Antonella Rinaldi.
- Rebecca Harper Caplan (stagione 1-4, ricorrente 5), interpretata da Emily VanCamp, doppiata da Alessia Amendola.
- Robert McCallister (stagione 1-4), interpretato da Rob Lowe, doppiato da Francesco Prando.
- Julia Walker (stagione 1-3, ricorrente 4), interpretata da Sarah Jane Morris, doppiata da Barbara De Bortoli.
- Ryan Lafferty Walker (stagione 3-4), interpretato da Luke Grimes, doppiato da Andrea Mete.

## Produzione
La serie è prodotta da Ken Olin (già produttore di Alias) e Jon Robin Baitz; la prima stagione è stata gestita da Greg Berlanti in qualità di capo-sceneggiatore il quale ha abbandonato dopo la prima stagione. Nei primi dodici episodi della seconda annata la carica è stata affidata a Mark B. Perry che ha lasciato in seguito allo sciopero degli sceneggiatori del 2007 venendo rimpiazzato per i restanti episodi della stagione e per tutta la terza da Monica Breen & Alison Schapker. Infine, a partire dai primi episodi della quarta stagione, il capo-sceneggiatore è diventato David Marshall Grant.
Brothers & Sisters - Segreti di famiglia segna il ritorno in televisione di numerose star del piccolo schermo, tra le quali: Calista Flockhart (protagonista di Ally McBeal), Balthazar Getty (apparso nella sesta stagione di Streghe e nella quinta stagione di Alias, oltre a molti altri numerosi ruoli minori), Rachel Griffiths (una delle protagoniste di Six Feet Under), Emily VanCamp (una delle protagoniste di Everwood) e Ron Rifkin (il cattivo di Alias, e in passato apparso anche in Sex and the City). Questo cast è completato da Sally Field, già vincitrice di 2 Oscar alla miglior attrice. Curiosamente, Rifkin, la Wettig e Getty avevano già recitato in precedenza (anche se non assieme) nella serie televisiva Alias (serie anch'essa prodotta, come Brothers & Sisters - Segreti di famiglia, da Ken Olin, marito della Wettig).
La serie ha subito vari cambiamenti di sceneggiatura durante la produzione: originariamente, la famiglia Walker avrebbe dovuto chiamarsi March, e l'originaria matriarca della famiglia sarebbe stata Iva March (parte assegnata alla veterana attrice di teatro Betty Buckley); il ruolo fu successivamente rielaborato e assegnato a Sally Field. Il personaggio di Kevin Walker era stato invece in origine pensato come Bryan, e destinato all'attore Jonathan LaPaglia; come nell'attuale Kevin, il personaggio sarebbe stato gay, ma sposato e in procinto di affrontare la causa di divorzio e una battaglia per l'affidamento del figlio.

## Riconoscimenti
- 2007 - Premio Emmy
  - Migliore attrice in una serie drammatica a Sally Field
- 2007 - GLAAD Media Awards
  - Miglior serie drammatica
- 2008 - GLAAD Media Awards
  - Miglior serie drammatica
- 2009 - Screen Actors Guild Awards
  - Migliore attrice in una serie drammatica a Sally Field
- 2009 - GLAAD Media Awards
  - Miglior serie drammatica
- 2010 - GLAAD Media Awards
  - Miglior serie drammatica